# Serie C
Il campionato di Serie C, colloquialmente abbreviato in Serie C e ufficialmente denominato Serie C Sky Wifi a partire dalla stagione 2025-2026 per ragioni di sponsorizzazione, è la terza serie professionistica del campionato italiano di calcio maschile.
Dal 2014 è l'unico campionato organizzato dalla Lega Italiana Calcio Professionistico, dopo l'unificazione tra Prima e Seconda Divisione in una divisione unica denominata Lega Pro fino al 2017, che ha ripristinato il formato esistente fra il 1935 e il 1978 (anno in cui la C si scisse nelle Serie C1 e C2).
Il 25 maggio 2017 l'assemblea di Lega Pro ha approvato all'unanimità il ritorno alla denominazione originaria, in quanto è stato ritenuto il nome originario quello più rappresentativo per tifosi e appassionati.

## Regolamento
L'attuale assetto del campionato, in seguito all'approvazione da parte di FIGC e Lega Pro, prevede un totale di 60 squadre ripartite in tre gironi da 20 squadre ciascuno, la cui composizione segue un criterio meramente geografico.
La composizione dei gironi è determinata dalla Lega Pro all'inizio di ogni stagione. Al termine del campionato vengono promosse in Serie B le vincitrici dei tre gironi e la squadra vincitrice dei play-off, ai quali accedono le squadre piazzate dal secondo al decimo posto di ciascun girone più la vincitrice della Coppa Italia di Serie C.
I playoff si articolano su tre fasi: quella del Girone, quella Nazionale e la Final Four. Ad ogni turno prima della Final Four entrano nella competizione nuove squadre.
Il primo turno della fase del Girone vede di fronte le squadre che hanno chiuso la stagione regolare tra quinta alla decima posizione in campionato. In più sarà presente l’undicesima del girone della squadra che ha vinto la Coppa Italia Serie C, qualora essa dovesse arrivare tra la quinta e la decima posizione in classifica. Gli accoppiamenti di questo primo turno vedranno gli incroci in un tabellone a eliminazione diretta e a partita secca: la quinta affronterà la decima, la sesta giocherà con la nona e infine la settima sarà contro l'ottava. In caso di parità al termine dell'incontro, avanza la compagine con la classifica migliore nella stagione regolare
Le tre squadre vincitrici accedono al secondo turno della fase del Girone, dove entrano in gioco anche le quarte classificate. Gli accoppiamenti vengono determinati sempre in base alla classifica, con le quarte che pescheranno le peggio posizionate in campionato. I criteri del superamento del turno sono i medesimi del precedente.
Al primo turno della seconda fase dei play-off, detta Nazionale, accedono le sei squadre vincitrici del secondo turno della prima fase, due per ogni Girone, le tre squadre terze classificate durante la stagione regolare di ogni Girone e la vincitrice della Coppa Italia di Serie C, per un totale di dieci squadre che daranno vita a cinque partite. Le squadre sono accoppiate per sorteggio con teste di serie (le tre terze classificate nella regular season, la vincitrice della Coppa e la meglio piazzata tra le sei qualificate della prima fase del Girone) e si affrontano in gara di andata e ritorno. In caso di parità nel risultato aggregato, avanza la squadra con la miglior differenza reti e, in caso di parità persistente, la testa di serie.
Al secondo turno della fase Nazionale partecipano le cinque squadre che hanno superato il turno precedente e le tre squadre che hanno chiuso al secondo posto il campionato. I criteri di accoppiamento e di passaggio del turno sono gli stessi del primo turno Nazionale. Le quattro squadre vincitrici accedono così alla terza fase dei play-off, la Final Four.
Il tabellone della Final Four viene determinato tramite sorteggio libero. Le squadre qualificate alle semifinali si affrontano in gare di andata e ritorno. In caso di parità al termine della partita di ritorno, accederà alla finale la formazione con la miglior differenza reti tra le due sfide. In caso di ulteriore parità si disputeranno due tempi supplementari di 15′ ciascuno ed eventualmente i calci di rigore qualora persistesse la parità. Le stesse regole valgono per la finale.
Retrocedono in Serie D un totale di 9 squadre: le ultime classificate di ogni girone retrocedono direttamente, mentre si disputano i play-out tra le squadre classificatesi dal quintultimo al penultimo posto per stabilire la retrocessione di due ulteriori squadre per girone.
La disputa dei play-out avviene dunque tra le squadre classificatesi dal sedicesimo al diciannovesimo posto di ogni girone, accoppiate in base all’ordine di classifica in due incontri di andata e ritorno (diciannovesima contro sedicesima e diciottesima contro diciassettesima). La squadra meglio classificata gioca la partita di ritorno in casa.
In caso di parità di punteggio dopo le gare di ritorno, per determinare la squadra vincente si tiene conto della differenza reti; in caso di ulteriore parità viene considerata vincente la squadra in migliore posizione di classifica al termine della regular season. Le due squadre perdenti di ciascun girone retrocederanno nel campionato di Serie D.
Gli incontri di play-out non si disputano se fra le due squadre ipoteticamente coinvolte il distacco in classifica è superiore agli 8 punti. In questo caso la squadra peggio classificata retrocede direttamente.
Al termine della stagione le squadre vincitrici di ogni girone vengono premiate in una cerimonia ufficiale con un trofeo di riconoscimento: la Coppa della Vittoria. Le squadre vincitrici di ogni girone prendono parte alla Supercoppa di Serie C.
Dalla stagione 2013-14 l'Assocalciatori (AIC) ha ottenuto la cancellazione dell'obbligatorietà dell'utilizzo dei due giovani.

## Storia

### Nascita e allargamento del numero di gironi
Fu introdotto nel 1935, a continuazione di una riforma dei campionati nazionali iniziata nel 1929 con la creazione del girone unico nazionale per le prime due divisioni, denominate Serie A e Serie B.
Inizialmente fu costituito da 4 gironi da 16 squadre suddivise su base geografica, che diventarono 5 dall'anno successivo per riportare la serie cadetta a 18 squadre.
Nel 1938 i gironi, formati da un numero variabile da 11 a 14 squadre, diventarono ben 8 e fu perciò necessario il ricorso a due gironi di finale affinché le vincitrici dei gironi si contendessero i quattro posti per la promozione. La formula rimase immutata fino al 1942 (con l'unica nota che quasi tutti i gironi furono portati allo standard di 16 squadre), quando i gironi diventarono 12, sempre con quattro promozioni determinate da due gironi di finale.

### Allargamento del dopoguerra
Dopo la seconda guerra mondiale vi fu una situazione anomala per tutti i campionati nazionali della stagione 1945-1946, che furono separati fra una Lega Nazionale Alta Italia, che per quanto riguarda le squadre di Serie C ne aggregò un gruppo d'élite alla Serie B mentre strutturò le restanti su 9 gironi con una lunga serie di spareggi per la determinazione delle promozioni, e una Lega Nazionale Centro-Sud che invece inserì tutte le sue società di C in 6 gironi.
Nel campionato successivo la Serie C passò invece sotto l'organizzazione di tre nuove leghe interregionali: la Lega Interregionale Centro formata da 6 gironi, la Lega Interregionale Sud suddivisa in 3 gironi, e la Lega Interregionale Nord che fu conservata in 9 gironi nonostante l'Emilia-Romagna fosse stata scorporata dal calcio settentrionale. Fu quindi raggiunto il record di 18 gironi complessivi, che durò per due stagioni.

### Riorganizzazione in 4 gironi
Nel 1948 vi fu una riforma della Serie C portata alla formula originaria dei quattro gironi su base interregionale, che raccoglieva le squadre in questa maniera:
- Girone A: Nord-Ovest
- Girone B: Nord-Est
- Girone C: Centro e Sardegna
- Girone D: Sud e Sicilia

Le vincitrici di ciascuno di questi gironi erano promosse in Serie B. Il quarto girone, quello del Sud, fu in particolare caratterizzato da una serie di scandali che ne turbarono lo svolgimento a più riprese.

### La Serie C a girone unico
Una svolta epocale per la categoria giunse dal Lodo Barassi il quale, perseguendo l'obiettivo di trasformare la Lega Nazionale in un organismo totalmente ed integralmente professionistico, operò un radicale sfoltimento degli organici della terza serie, giudicati del tutto eccessivi per sostenere i gravosi impegni finanziari derivanti da questo storico cambiamento.
Nel 1952 vi fu quindi l'unificazione dei quattro gironi in un unico campionato di terza divisione a carattere nazionale. Standardizzando in tutto e per tutto i tornei della Lega, anche per la Serie C si optò per un numero di 18 partecipanti, esattamente come accadeva per le due categorie superiori. Per quanto riguarda i movimenti divisionali, invece, si definirono due promozioni in cadetteria e quattro retrocessioni in IV Serie. Fu solo nel 1957 che, nel quadro della riforma della categoria sottostante, si scese a sole tre retrocessioni, mentre nel 1958 ci fu addirittura un blocco delle retrocessioni, in vista di una riorganizzazione più ampia.
|                                                                           | Serie C 1952-1953            | Serie C 2019-2020            |
| Categorie superiori                                                       | Serie A e Serie B 36 squadre | Serie A e Serie B 40 squadre |
| Posizionamento nella piramide del miglior titolo sportivo della categoria | 37º posto                    | 41º posto                    |
| Numero di squadre afferenti alla categoria                                | 18 squadre a girone unico    | 60 squadre in 3 gironi       |
| Posizionamento nella piramide del peggior titolo sportivo della categoria | 54º posto                    | 100º posto                   |
| Categoria inferiore e numero di promozioni                                | IV Serie 4 promosse          | Serie D 9 promosse           |

### Passaggio alla formula a tre gironi
A partire dal 1958 si tornò ad una formula a più gironi (inizialmente due e l'anno successivo tre). Il primo anno vennero prese le 16 squadre che avevano disputato la Serie C la stagione precedente con l'esclusione delle due promosse in serie B, più 23 dalla IV Serie, per un totale di 39 squadre che furono suddivise in due gironi, uno da 21 squadre al Nord e uno da 18 al Centro-Sud.
Nel 1959 vi furono poi due promozioni e nessuna retrocessione, dalla B arrivarono due squadre e 8 furono promosse dalla IV Serie (che diventò poi Serie D), più altre 7 ripescate a completamento dei quadri. Il campionato di Serie C era così organizzato in tre gironi di 18 squadre ciascuno, per un totale di 54 compagini.
Da questo momento, la storia del torneo sarà ricchissima di modifiche e ritocchi, che hanno avuto un notevole influsso, spesso anche radicale, sulla sua composizione.
Per la stagione 1959-60, dunque, si costituì la Lega Nazionale Semiprofessionisti, con sede a Firenze, che aveva il compito di riorganizzare e armonizzare i campionati di Serie C e Serie D (ex IV Serie).
Ogni girone promuoveva una squadra in Serie B e ne retrocedeva 2 in Serie D (3 a partire dal 1968, in seguito all'allargamento dei quadri a 60 squadre).
La prima modifica avvenne nel 1967-68: la Serie C viene allargata a 60 squadre, suddivise in tre gironi da venti squadre ciascuno. Il meccanismo per le promozioni restò però invariato.

### La divisione in due serie
La Serie C scomparve come campionato unico nel 1978, quando fu divisa in due serie successive:
- Campionato di Serie C1 (poi Lega Pro Prima Divisione) con due gironi.
- Campionato di Serie C2 (poi Lega Pro Seconda Divisione) con quattro gironi, poi ridotti a tre nel 1991, e infine a due nel 2011.

La classifica finale del campionato 1977-78 servì per la suddivisione delle squadre nelle due nuove categorie secondo questo schema:
- la prima classificata di ciascun girone fu promossa in Serie B,
- le squadre classificate dal secondo al dodicesimo posto furono inserite nel campionato di Serie C1 insieme alle tre retrocesse dalla Serie B, per un totale di 36 squadre suddivise in due gironi da 18 ciascuno,
- le squadre classificate dal tredicesimo al ventesimo diedero invece vita al campionato di Serie C2 insieme alle squadre promosse dalla Serie D, per un totale di 72 squadre suddivise in quattro gironi da 18 ciascuno.

### La riforma del 1993
Nel 1993, limitatamente alla Serie C1, venne introdotta una riforma, che portò all'istituzione di play-off e play-out, e alla sperimentazione dei 3 punti a vittoria (poi introdotti in tutte le serie).
In Serie C1 è prevista la promozione diretta in Serie B solo per la prima classificata di ogni girone, mentre le squadre piazzate dal 2º al 5º posto si giocano la seconda promozione nei play-off, affrontandosi in semifinali con partite di andata e ritorno, secondo lo schema 2ª vs 5ª e 3ª vs 4ª. Gioca la partita di ritorno in casa la squadra con il miglior piazzamento in classifica durante la stagione regolare, che passa alla finale anche nel caso di parità complessiva nelle due partite, se persiste dopo i tempi supplementari. La finale si svolge in campo neutro, ed in caso di parità sono previsti i calci di rigore.
Per i play-out valgono regole simili a quelle dei play-off, in quanto solo l'ultima squadra classificata retrocede direttamente. Le squadre che si piazzano dal 14º al 17º posto si scontrano fra loro: la 17ª affronta la 14ª, mentre la 16ª sfida la 15ª. Non è prevista la finale, chi perde retrocede direttamente.
In Serie C2 continuano ad essere promosse direttamente le prime due classificate. I gironi, stabiliti in base a criteri di vicinanza geografica, vengono ridotti da 4 a 3.

### Evoluzione successiva e nascita della Lega Pro
Nel 1994 i play-off ed i play-out vengono introdotti anche in Serie C2, con lo stesso regolamento dell'anno precedente: finale unica in campo neutro per i play-off e retrocessione diretta per i play-out. Nel 2000 viene istituita la Supercoppa di Lega Serie C1, un trofeo che vede di fronte le vincenti dei due gironi di Serie C1. Nel 2001 la Lega cambia il regolamento della finale dei play-off, che si disputa anch'essa con partite di andata e ritorno. Nel 2006 viene istituita anche la Supercoppa di Lega Serie C2, un torneo triangolare che vede di fronte le vincenti dei tre gironi di Serie C2.
Nel luglio 2008 la Lega Professionisti Serie C diviene Lega Italiana Calcio Professionistico, primo passo di un processo di rinnovamento dell'ex Serie C. All'inaugurazione della nuova sede a Firenze era presente anche il presidente dell'UEFA, Michel Platini.
Il 7 maggio 2012 il Consiglio federale della FIGC ha deliberato un blocco dei ripescaggi che avrebbe potuto consentire, nell'ipotesi di numerose defezioni fra le società di Lega Pro, la restaurazione del campionato di Serie C a 60 squadre fin dalla stagione successiva. Una successiva trattativa fra la Federcalcio e l'Associazione Italiana Calciatori ha posticipato la restaurazione dell'antico campionato al 2014.

### La riforma del 2012: la Lega Pro a divisione unica
Il 21 novembre 2012 il Consiglio Federale della FIGC ha approvato la riforma dei campionati di Lega Pro a partire dalla stagione 2014-2015.
La stagione 2013-14, in vista dell'entrata in vigore della riforma nella stagione successiva, ha previsto un formato eccezionale per il passaggio da 69 a 60 squadre:
- Per la Lega Pro Prima Divisione 2013-2014 non è stata prevista alcuna retrocessione: le 29 squadre non promosse in Serie B sono state ammesse al nuovo campionato; per salvaguardare la competitività, i play-off sono stati ampliati a otto squadre per girone (dalla seconda alla nona classificata), con quarti di finale in gara unica (in casa delle meglio piazzate) e semifinali e finale con gare di andata e ritorno. Nei vari turni non si è tenuto conto dei goal in trasferta e della classifica della stagione regolare: in caso di parità nel punteggio, le partite sono terminate ai tempi supplementari e - in ultima analisi - con i calci di rigore.
- Per la Lega Pro Seconda Divisione 2013-2014 non è stata prevista alcuna promozione, mentre vi sono state ben 18 retrocessioni in Serie D, a fronte delle 9 usuali, con le ultime 6 di ogni girone che sono retrocesse direttamente e le altre 3 retrocesse per girone determinate tramite play-out. Le 18 squadre non retrocesse sono state ammesse al nuovo campionato: non essendoci alcun vantaggio sportivo nel classificarsi nelle prime posizioni, per salvaguardare la competitività, sono stati previsti montepremi in denaro.

Dal 2014 la Lega Pro è l'unico campionato organizzato dalla Lega Italiana Calcio Professionistico, dopo l'unificazione tra Prima e Seconda Divisione, che ha ripristinato la formula della Serie C, esistita fra il 1935 e il 1978 (anno in cui si scisse nelle serie C1 e C2).
Il campionato torna quindi ad essere disputato da 60 squadre suddivise in tre gironi da 20 e vengono mantenute inalterate le promozioni in Serie B (quattro) e le retrocessioni in Serie D (nove). La nuova Lega Pro a divisione unica prevede la promozione diretta delle prime di ogni girone, a cui si aggiunge la vincitrice dei playoff, i quali vengono disputati dalle squadre classificatesi al secondo e al terzo posto di ogni girone e dalle due migliori quarte. Per quanto riguarda le retrocessioni, è stata mantenuta la formula introdotta nel 1993, che prevede la retrocessione diretta solo dell'ultima classificata di ogni girone, mentre le squadre classificatesi dal quintultimo al penultimo posto disputano i playout per determinare le altre due retrocesse.

### Ampliamento dei playoff e ritorno alla denominazione storica Serie C
Dopo due stagioni con la nuova formula, nel 2016-2017 si è deciso di ampliare i playoff, in maniera sperimentale, allargandone la partecipazione da 8 a 28 squadre, ovvero tutte le squadre classificatesi dal secondo al decimo posto di ogni girone, alle quali si aggiunge la vincitrice della Coppa Italia di Lega Pro. Il nuovo formato degli spareggi per la promozione prevede una prima fase disputata da 24 squadre (8 per girone, ovvero dalla terza alla decima) nella quale si giocano, all'interno di ogni girone, partite in gara unica in casa della meglio piazzata secondo lo schema 3ª vs 10ª, 4ª vs 9ª, 5ª vs 8ª, 6ª vs 7ª; in caso di parità accede alla seconda fase la squadra meglio piazzata. Alla seconda fase, disputata a livello nazionale, partecipano 16 squadre, ovvero le 12 vincitrici del primo turno e le 4 già ammesse direttamente, cioè le 3 seconde e la vincitrice della Coppa Italia di Lega Pro; in questa fase si giocano partite di andata e ritorno, con quest'ultima in casa della meglio classificata tra le due squadre che si incontrano, la quale in caso di parità di punteggio accede al turno successivo. La terza ed ultima fase, denominata Final Eight, prevede quarti di finale, con partite di andata e ritorno, e semifinali e finale in gara unica in campo neutro; in tutti e tre i turni non si tiene più conto dei piazzamenti nella classifica della stagione regolare e perciò sono previsti tempi supplementari e eventualmente calci di rigore, in caso di parità di punteggio.
Nella stagione seguente, 2017-2018, è stato confermato l'allargamento dei playoff a 28 squadre, ma con una nuova formula: nella prima fase, disputata all'interno di ogni girone, si svolgono 2 turni, nel primo dei quali si giocano partite in gara unica in casa della meglio piazzata secondo lo schema 5ª vs 10ª, 6ª vs 9ª, 7ª vs 8ª, prevendendo in caso di parità il passaggio del turno per la migliore classificata; accede direttamente al secondo turno la quarta classificata di ogni girone, la quale affronta in gara unica in casa la peggiore qualificata del primo turno, mentre le altre due qualificate giocano sempre in gara unica in casa della meglio classificata; in caso di parità si qualificano per la fase nazionale le squadre meglio piazzate. Alla fase nazionale partecipano un totale di 13 squadre ed anch'essa è articolata in 2 turni, nei quali sono previste sempre partite di andata e ritorno e in caso di parità accede al turno successivo la squadra meglio classificata: al primo turno accedono le 6 vincitrici della fase del girone (2 per ogni girone) e le 4 ammesse direttamente, ovvero le 3 terze e la vincitrice della Coppa Italia di Lega Pro; accedono direttamente al secondo turno nazionale le 3 seconde classificate, a cui si aggiungono le 5 vincitrici del primo turno. La terza ed ultima fase, denominata Final Four, prevede semifinali, con partite di andata e ritorno, e finale in gara unica in campo neutro; in tutti e due i turni non si tiene più conto del piazzamento nella classifica della stagione regolare.
Quest'ultima formula verrà in seguito confermata per le stagioni successive, subendo solo dei ritocchi, come nella stagione 2018-2019, quando, per la necessità di promuovere in Serie B una squadra in più, venne eliminata la finale, prevedendo quindi la promozione delle due vincenti delle semifinali; nella stagione 2019-2020, a causa della sospensione dei campionati dovuta alla Pandemia di COVID-19, il regolamento fu modificato prevedendo tutte le partite in gara unica in casa della meglio piazzata e nella stagione seguente 2020-2021, sempre per lo stesso motivo, fu cancellata la Coppa Italia di Serie C e perciò il posto previsto nei playoff per la sua vincitrice fu preso dalla migliore quarta. A partire dalla stagione 2020-2021, inoltre, anche la finale viene disputata con partite di andata e ritorno.
Il 25 maggio 2017, l'Assemblea di Lega Pro ha approvato all'unanimità il ritorno alla denominazione originaria "Serie C", in quanto ritenuto il nome originario più rappresentativo per tifosi ed appassionati.
Il 2 luglio 2022, la Lega Pro, insieme alla FIGC e all'Associazione Italiana Calciatori, ha ufficializzato la firma di un accordo volto all'introduzione nel loro statuto dell'apprendistato professionalizzante, utilizzabile da tutte le società partecipanti al campionato e volto alla valorizzazione dei calciatori più giovani attraverso percorsi di formazione alla professionalità sportiva.
Il 30 agosto 2023 la Lega Pro annuncia di aver siglato una partnership di due anni con Sky Italia per l'utilizzo di Now come title sponsor del campionato di Serie C per le stagioni 2023-2024 e 2024-2025.

## Diritti di trasmissione
Nella stagione 2014-15 il campionato di Lega Pro ha avuto per la prima volta un broadcaster completo: tutte le partite sono state trasmesse gratuitamente in streaming sulla piattaforma web Sportube, che ha attivato allo scopo un canale tematico. I risultati di ascolto sono stati a tratti notevoli: a titolo d'esempio, il derby dello Stretto Messina-Reggina disputato in tale stagione ha totalizzato oltre 300 000 spettatori medi.
Il servizio free to air è proseguito anche nella stagione 2015-16, mentre nel 2016-17 si è passati alla modalità pay per view, sempre mediante Sportube.
Dalla stagione 2017-18 alla stagione 2022-23, a seguito dell'acquisizione di Sportube da parte del network britannico Eleven Sports, il campionato di Serie C è stato trasmesso integralmente sotto il nome del nuovo broadcaster, sempre tramite un canale tematico a pagamento denominato Serie C TV e, inoltre, alcune partite sono state trasmesse anche da varie televisioni locali.
Inoltre, per le stagioni 2018-19 e 2019-20 Sportitalia e Rai Sport hanno trasmesso in chiaro sul digitale terrestre e sul satellite un match di Serie C per ogni turno di campionato, ivi comprese Coppa Italia e play-off.
Per le stagioni 2021-22 e 2022-23, OneFootball ha trasmesso 5 match per ogni turno di campionato in pay per view insieme a tutti gli highlights di tutte le trenta partite, grazie a una partnership con Eleven Sports. Dal 2022 al 2023 anche DAZN ha trasmesso una selezione di partite della Serie C grazie a Eleven Sports.
Per le stagioni 2023-24 e 2024-25, sui canali Sky Sport e in streaming su Now 1143 partite (tra stagione regolare, play-off, Supercoppa e Coppa Italia) sono trasmesse in diretta esclusiva per gli abbonati al pacchetto Calcio senza costi aggiuntivi mentre ulteriori 48 match sono disponibili in co-esclusiva tra la stessa Sky Sport e Rai Sport.
A partire dall'11 novembre 2023 le partite di Serie C NOW, la Coppa Italia e la Supercoppa sono visibili anche all'estero tramite la piattaforma gratuita FIFA+.

## Squadre partecipanti
Sono 342 le società calcistiche che hanno preso parte alle 50 edizioni della Serie C giocate dal 1935-36 al 1977-78, alle 3 della Lega Pro disputate dal 2014-15 al 2016-17 e alle 7 della Serie C giocate dal 2017-18 al 2025-26. Sono escluse dal conteggio le partecipazioni alle edizioni del 1945-46, 1946-47 e 1947-48, campionati che a causa della seconda guerra mondiale appena conclusa vennero eccezionalmente suddivisi in tre leghe completamente indipendenti. In grassetto sono riportate le squadre militanti nella stagione 2025-26, in corsivo le squadre che non hanno mai raggiunto la Serie B. Pontedera, con 26 stagioni, è la squadra con più partecipazioni a non aver raggiunto la serie B
- 38 volte:  Piacenza
- 35 volte:  Lecce
- 34 volte:  Rimini
- 32 volte:  Arezzo
- 31 volte:  Ravenna,  Siracusa
- 30 volte:  Cosenza,  Prato,  Salernitana
- 29 volte:  Ancona,  Cremonese,  Empoli,  Siena,  Treviso
- 28 volte:  Biellese,  Lecco,  Pro Patria,  Pro Sesto,  Sambenedettese
- 27 volte:  Casertana,  Mantova,  Pistoiese
- 26 volte:  Crotone,  Legnano,  Lucchese,  Pontedera,  Pro Vercelli
- 25 volte:  Carrarese,   Fermana,  Savona,  Potenza,  Trapani
- 24 volte:  Mestre
- 23 volte:  Foggia,  Pescara,  Reggina,  Taranto
- 22 volte:  Alessandria,  Chieti,   Grosseto,  Maceratese,  Virtus Entella
- 21 volte:   Ascoli,  Avellino,  Forlì,  Juve Stabia,  Livorno,  Parma,  Reggiana[20],  Torres
- 20 volte:  Catanzaro,  Messina,  Padova,  Pisa,  Sanremese,  Seregno,  Triestina,  Vis Pesaro
- 19 volte:  Casale,  L’Aquila,  Perugia,  Olbia,  Spezia,  Udinese,  Valdagno
- 18 volte:   Catania,  Cesena,  Monza
- 17 volte:  Barletta,  Benevento,  Casarano,  Marsala,  Trento
- 16 volte:  Brindisi,  Pavia,  Ternana,  Varese,  Venezia,  Vigevano
- 15 volte:   Como,  Fano,  Monfalcone,  SPAL,  Teramo
- 14 volte:   Carpi,  Gubbio,  Massese,  Matera,  Novara,  Pordenone
- 13 volte:  Bolzano,  Rapallo,  Savoia,  Acireale,  Turris
- 12 volte:  AlbinoLeffe,  Akragas,  Crema,  Gallaratese,  Imolese,  Jesina,  Latina,  Montevarchi,  Pro Gorizia,  Solbiatese,  Renate
- 11 volte:  Asti,  Carbonia,  Derthona,  Giana Erminio,   Monopoli,  Fanfulla,  Sestrese,  Sorrento,  Vicenza,  Viterbese
- 10 volte:  Bari,  Bisceglie,  Feralpisalò,  Omegna,  Paganese,  Signa
- 9 volte:  Baracca Lugo,  Cagliari,  Cavese,  Modena,  Molfetta,  Pergolettese,  Ponziana,  Rovigo,  Soccer Trani,  Pro Vasto,  Viareggio
- 8 volte:  Audace Cerignola,  Acciaierie Falck,  Civitavecchia,  Chioggia Sottomarina,  Juventus U23,  Cuneo,  Forlimpopoli,  Giulianova,  Grion Pola,  Ilva Bagnolese,  Piombino,  Sangiovannese,  Südtirol,  Virtus Francavilla,  Virtus Verona
- 7 volte:  Acqui,   Audace SME,  Fiumana,  Imperia,  Ivrea,  Nocerina,  Nola,  Saronno,  Verbania
- 6 volte:  Ampelea,  AZ Picerno,  Campobasso,  Bassano,  Belluno,  Caratese,  Gualdo,  Lumezzane,  MATER,  Ponte San Pietro,  Pontedecimo,  Rivarolese,  Rovereto,  Tevere Roma,  Vittorio SMC
- 5 volte:  Arzignano Valchiampo,  Andrea Doria,  Cantù,  Chievo,  Colleferro,  Fidelis Andria,  Foligno,  Frosinone,  Juventus Domo,  Palazzolo,  Pinerolo,  Pro Lissone,  Pro Piacenza,  Redaelli,  Riccione,  Rieti,  Rosignano Solvay,  Sandonà,  Schio,  Trevigliese,  Vado,  Vibonese,  Vittoria
- 4 volte:  Alba Roma,  Alfa Romeo,  Battipagliese,  Bra,  Cecina,  Città di Castello,  Edera Trieste,  Fossanese,  Fucecchio,  Giugliano,  Internapoli,  Legnago,  Manfredonia,  Martina,  Massiminiana,  Nardò,  Nissena,  Orbetello,  Pirelli,  Sant'Angelo,  Santarcangelo,  Saviglianese,  Suzzara,  Toma Maglie
- 3 volte:  Albenga,  Aosta,  Armando Casalini,  Arsenale Messina,  Atalanta U23,  Brescia,  Canicattì,  Cirio,  Civitanovese,  Fiorenzuola,  Forte dei Marmi,  Gerli,  Igea Virtus,  Libertas Trieste,  Lupa Roma,  Meda,  Melfi,  Molinella,  Monterosi Tuscia,  Mortara,  Novese,  Palermo,  Palmese,  Parabiago,  Pianese,  Pieris,  Pineto,  Popoli,  Rende,  Scafatese,  Sestese,  Sestri Levante,  Sicula Leonzio,  Siderno,  Tuttocuoio,  Villasanta,  Vogherese
- 2 volte:  Agrigento,  Ala Italiana, Alcione,  Albese,  Amatori Bologna,  Arzachena, Bondenese,  Breda,  Cinzano,  Cittadella,  Codogno,  Dip.ti Municipali La Spezia,  Enna,  FEDIT,  Fondi,  Galliate,  Gozzano,  Ischia Isolaverde,  Luino,  Magenta,  Monsummanese,  Panigale,  Pietro Resta,  Pro Italia Correggio,  Racing Roma,  Recanatese,  Rizzoli,  Sora,  Sparta Novara,  Team Altamura,  Tivoli,  Varazze,  Verona,  VV. FF. Palermo,  VV.FF. Roma
- 1 volta:  94º Reparto Distrettuale,  Atalanta,  Abbiategrasso,  Albissola,  Alcamo,  Ardens,  Arsa,   Aullese,  Aversa Normanna,  Avio Squadra,  Aviosicula Palermo,  Budrio,  Caldiero,  Cantieri Tosi,  Caproni,  Centese,  Chinotto Neri,  Corniglianese,  Cossatese,  Cynthia,  Enzo Andreanelli,  FIAT,  Fortitudo Trieste,   Dolomiti Bellunesi, Gavorrano,  Gelbison,  Genoa,  Gioiese,  Ilva Savona,  Inter U23,  Isotta Fraschini,  Juventina Palermo, Guidonia Montecelio,  Lanciotto,  Luparense,  Magazzini Generali,  Mario Passamonte,  Marzotto Manerbio,  Matelica,  Melzo,  Milan Futuro,  Mirandolese,  Montebelluna,  Pomigliano,  Pro Gioia,  Pro Mogliano,  Ragusa,  Real Vicenza,  RST Littorio,  Ospitaletto,  Sacilese,  San Donato Tavarnelle,  San Giorgio Fois,  San Marino,  San Severo,  Sangiuliano City,  Sebinia Alto Sebino,  Settimo,  SGEM Villafranca,  Torviscosa,  Trancerie Mossina,  Union Brescia,  Ventimigliese,  Vigor Lamezia,  Vincenzo Benini,  Virtus Lanciano,  Virtus Spoleto,  Vis Nova Giussano,  Vittorio Necchi

## Statistiche e record
Sono considerati i campionati di Serie C che vanno dal 1935 al 1978 e dal 2014 in poi.
- Record di punti con vittoria a 3 punti:
  - Record assoluto: 96 punti  Catanzaro nel campionato Serie C 2022-2023 e Cesena nel campionato Serie C 2023-2024
  - Il record per il maggior numero di punti in un campionato a 18 squadre appartiene al Cittadella, che nel campionato 2015-2016 totalizzò 76 punti
  - Il record per il maggior numero di punti in un campionato a 19 squadre appartiene alla Ternana, che nel campionato 2020-2021 totalizzò 90 punti
  - Il record per il maggior numero di punti in un campionato a 20 squadre appartiene al Catanzaro e al Cesena che nei campionati 2022-2023 e 2023-2024 totalizzarono 96 punti
  - Il record per il maggior numero di punti in casa appartiene al Catanzaro, che nel campionato Serie C 2022-2023 totalizzò 55 punti in casa
  - Il record per il maggior numero di punti fuori casa appartiene alla Ternana, che nel campionato 2020-2021 totalizzò 45 punti in trasferta
- Migliore media punti:

2,52 punti, Catanzaro e Cesena nei campionati 2022-2023 e 2023-2024 (38 giornate)
- Record di punti con vittoria a 3 punti nel girone d'andata:
  - Il record per il maggior numero di punti in un campionato a 20 squadre appartiene al Catanzaro e al Padova, che rispettivamente nei campionati 2022-2023 e 2024-2025 hanno totalizzato 51 punti
  - Il record per il maggior numero di punti in un campionato a 19 squadre appartiene alla Ternana, che nel campionato 2020-2021 ha totalizzato 46 punti
- Record di punti con vittoria a 3 punti nel girone di ritorno:
  - Il record per il maggior numero di punti in un campionato a 20 squadre appartiene al Cesena, che nel campionato 2023-2024 totalizzò 50 punti
- Record di punti con vittoria a 2 punti:
  - Il record per il maggior numero di punti in un campionato a 16 squadre appartiene all'Anconitana-Bianchi, che nel campionato 1941-1942 totalizzò 53 punti
  - Il record per il maggior numero di punti in un campionato a 18 squadre è di 55 punti ed appartiene a Piacenza (1951-1952)  e Reggiana (1963-1964)
  - Il record per il maggior numero di punti in un campionato a 20 squadre appartiene all'Avellino, che nel campionato 1972-1973 totalizzò 62 punti
- Distacco sulle seconde classificate
  - campionati con 3 punti per vittoria: 22 punti - Ternana nel 2020-21 sul Catanzaro
  - campionati con 2 punti per vittoria: 13 punti - Reggiana nel 1963-64 sul Savona
- Il record di vittorie in un singolo campionato appartiene al Catanzaro con 30 vittorie nel campionato Serie C 2022-2023 ed al Cesena nel campionato Serie C 2023-2024
- Il record di vittorie in casa in un singolo campionato appartiene al Lecce, che nel campionato 1972-1973 ottenne 19 vittorie interne
- Il record di vittorie fuori casa in un singolo campionato appartiene alla Ternana, che nel campionato 2020-21 ottenne 14 vittorie esterne
- Il record di vittorie consecutive appartiene al Modena (2021-2022) con 14 vittorie consecutive (dalla 9ª alla 24ª giornata)
- Minor numero di sconfitte in un singolo campionato:
  - 0 sconfitte: Lecco (1942-1943, 24 giornate)
  - 1 sconfitta: Anconitana (1941-1942, 30 giornate), Biellese (1947-1948, 30 giornate), Reggiana (1963-1964, 34 giornate e 1970-1971, 38 giornate), Catania (1974-1975, 38 giornate), Livorno (2001-2002, 34 giornate), Virtus Entella (2024-2025, 38 giornate).
- Il record di pareggi in un singolo campionato appartiene alla Massese, che nel campionato 1972-1973 ottenne 25 pareggi
- Il record di gol fatti in un singolo campionato è di 119 gol ed appartiene al Varese (1941-1942)
- Il record di minor numero di gol subiti in un singolo campionato è di 9 gol ed appartiene alla Reggiana (1970-1971) e al Südtirol (2021-2022)
- Il record di migliore differenza reti in un singolo campionato è di +94 gol ed appartiene al Varese (1941-1942)
- Il record di maggior numero di sconfitte in un singolo campionato è di 21 sconfitte ed appartiene al Taranto Football Club 1927 (2024-2025)

### Cannonieri

#### Maggior numero di reti in una sola stagione
28 Pietro Iemmello (con il  Catanzaro nel 2022-2023)

#### Numero di reti
Primi 10 giocatori per numero di reti assolute in Serie C: Sono considerate le reti tra Serie C in categoria unica, C1 e C2, esclusi playoff e playout.
Statistiche aggiornate al 27 febbraio 2023.
1. Felice Evacuo 175
2. Gianni Califano 164
3. Renato Campanini 155
4. Erminio Bercarich 152
5. Eupremio Carruezzo 150
6. Silvano Magheri 145
7. Giuseppe Ostromann 139
8. Cristian Altinier 135
9. Rachid Arma 130
10. Giorgio Borgo 130

## Loghi

Logo della Lega Italiana Calcio Professionistico adottato dalla Lega Pro 2008 al 2017
Composit logo della Lega Pro per UNICEF usato per la stagione 2016-2017
Logo della Serie C adottato dal 2017 al 2020
Logo della Serie C adottato dal 2020 al 2023
Composit logo della Serie C NOW usato per la stagione 2023-2024
Composit logo della Serie C NOW usato per la stagione 2024-2025
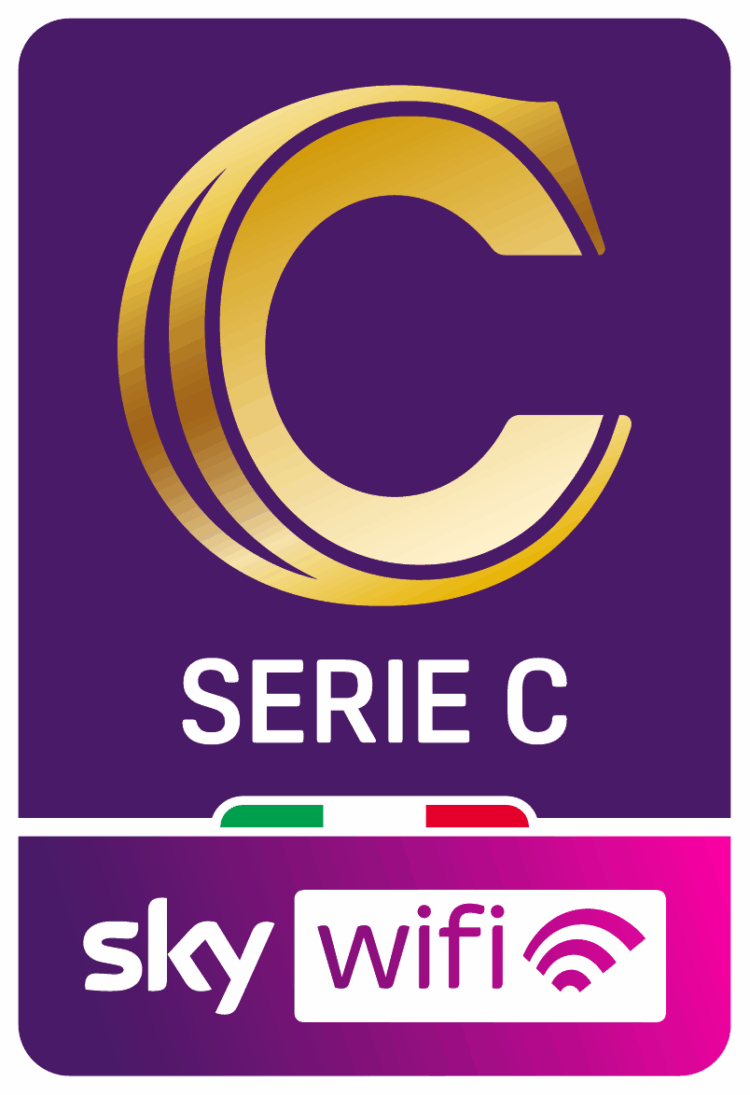
Composit logo della Serie C Sky Wifi usato per la stagione 2025-2026